# Radical Rex
Radical Rex è un videogioco a piattaforme del 1994 sviluppato da Beam Software e pubblicato da Activision per Sega Mega Drive e Sega Mega CD. Il gioco ha ricevuto una conversione per Super Nintendo Entertainment System. Il 7 marzo 2019 è stato convertito per Microsoft Windows e distribuito tramite Steam.